# Лизгунова, Татьяна Васильевна
Татьяна Васильевна Лизгунова (23 декабря 1900  [5 января 1901], Серпухов, Московская губерния — 9 января 1984) — советский учёный, доктор сельскохозяйственных наук, лауреат Сталинской премии.

## Биография
В 1925 году окончила отделение садоводства и огородничества агрономического факультета Московской сельскохозяйственной академии.
Работала в Ленинграде во Всесоюзном институте прикладной ботаники и новых культур (с 1930 Всесоюзный институт растениеводства). В 1942—1945 в эвакуации на Урале.
Зав. секцией, в 1942—1947 зав. отделом овощных культур института. Доктор сельскохозяйственных наук, старший научный сотрудник.
Автор и соавтор 6 районированных сортов капусты.
Сталинская премия 1952 года — за выведение сортов овощных культур и продвижение их семеноводства на Север.

## Сочинения
- Капуста. Изд-во Колос, 1965 — Всего страниц: 383
- «Семеноводство овощных культур и кормовых корнеплодов на Урале»--Свердл., 1943 — в соавт.;
- «Капуста»--Свердл., 1944;
- «Овощеводство Урала: Открытый грунт»-- Свердл., 1947 — в соавт.;
- «Руководство по апробации сельскохозяйственных культур». 3-е перераб. изд.—М.-Л.,1948;
- «Передовой опыт выращивания высокого урожая капусты»--Л., 1951;
- «Белокочанная капуста»--Л., 1967;
- «Капуста краснокочанная, савойская и брюссельская»--Л., 1971;
- «Методические указания по ускоренной селекции сортов и гетерозисных гибридов белокочанной капусты»--Л., 1972;
- «Методические указания по селекции сортов и гетерозисных гибридов овощных культур»--Л., 1974.